# Årsta, Uppsala

En karta som visar stadsdelen Årstas placering i Uppsala

Årsta är en stadsdel i Uppsala, belägen i nordost, mellan Gränbystaden och Fyrislund, med Årsta centrum som ungefärlig mittpunkt.
Stadsdelen var före 1970 stadsnära landsbygd med glesare bebyggelse, trädgårdsodlingar och sädesfält. Idag består bebyggelsen av ett tämligen stort villaområde i den yttre delen och bostadsrättsföreningar i flerbostadshus i den inre delen. Det finns tvåvåningshus mot Alrunegatan i norr och även mot Fålhagsleden i söder. Hushöjden är sex våningar i form av punkthus mot Fyrislundsgatan vilken bildar gräns mot Sala backe. Fyrislundsgatan är en ganska starkt trafikerad aveny och utmed gatan fanns fram till 2009 en bred och utsträckt gräsyta som efter detta år ska bebyggas då en stor kraftledning har kulverterats. 
Årsta planlades enligt en modell som var vanlig på 1970-talet med strävan att helt separera biltrafiken från bebyggelsen. Då genomgående gator saknas måste alla transporter med motorfordon ske i områdets periferi. Bebyggelsen är uppförd så att den inramar en större, centralt placerad parkyta (Årstaparken). Där finns ett nätverk av gång- och cykelbanor som förbinder bostäder med områdets centrum och skolor utan att de korsar bilgator. Två gång- och cykeltunnlar under Fyrislundsgatan har förbundit dem i riktning mot centrum. I och med bostäder börjat byggas längs den före detta kraftledningsgatan 2015 har den ena gc-tunneln byggts om från grunden och den andra kommer att försvinna. 
Årsta har fått namn efter byn "Aristu", omnämnd så tidigt som 1344. Förleden "Ari" är här ett mansnamn, och efterleden "-sta" är fornsvenska, med betydelsen stadher, "ställe eller plats". Omedelbart norr om Årsta ligger den medeltida Vaksala kyrka med sin höga tornspira väl synlig från många platser i stadsdelen. Årsta centrum innehåller bland annat en stor livsmedelshall och en vårdcentral. Anläggningen har på senare år upprustats men samtidigt har butiker och samhällsservice reducerats.
Museijärnvägen Lennakatten har en hållplats belägen i Årsta.